# Élections générales micronésiennes de 2011
Des élections législatives fédérales se sont tenues aux États fédérés de Micronésie le 8 mars 2011. Elles furent suivies d'une élection présidentielle indirecte le 11 mai.
En outre, un double référendum fut tenu en parallèle aux élections législatives. Il fut demandé aux citoyens s'ils approuvaient deux réformes constitutionnelles adoptées par le Congrès en 2008 : l'une pour harmoniser à une durée de quatre ans le mandat de tous les députés, et l'autre pour autoriser la double nationalité.

## Composition du Congrès
Les États fédérés de Micronésie sont un État fédéral composé de quatre États subdivisés en districts - modèle inspiré des États-Unis, l'ancienne puissance coloniale. Ainsi, le Congrès des États fédérés de Micronésie est composé de représentants des États fédérés et de leurs districts.
Le Congrès compte quatorze membres. Quatre d'entre eux représentent chacun l'un des États fédérés, et sont élus avec un mandat de quatre ans, au suffrage universel, par les citoyens de leurs États respectifs. Les dix autres sont élus avec un mandat de deux ans par les citoyens de chacun des dix districts : cinq dans l'État de Chuuk, un dans l'État de Kosrae, trois dans l'État de Pohnpei, et un dans l'État de Yap. Les élections de 2011 visaient le renouvellement de l'ensemble de ces quatorze sièges.

## Candidats et résultats
Sur les quatorze députés sortants, treize se représentaient, l'exception étant le siège de l'État de Kosrae. Dans deux des sièges, il n'y avait qu'un seul candidat, reconduit sans élection ; pour les douze autres, il y avait entre deux et cinq candidats. Sur les onze sortants qui eurent à faire face à d'autres candidats, six furent réélus, et cinq battus. Il n'y a pas de partis politiques aux États fédérés de Micronésie, et les candidats étaient donc tous sans étiquette. Pour la première fois dans l'histoire du pays, deux femmes se portèrent candidates aux législatives, mais sans succès,.

### Sièges des États
À Chuuk, le député sortant, Setiro Paul, eut à faire face au Président se la République sortant, Manny Mori. Le Président de la République ne siège pas au Congrès, mais il doit commencer par y être élu afin d'être ensuite élu Président. Il y avait en outre une troisième candidate, Anna Asauo Wengu. Mori demanda aux électeurs de lui permettre d'être à nouveau candidat à la présidence ; il fit campagne sur son bilan, et promit d'attirer davantage d'investissements, et de créer des emplois, en développant l'industrie de la pêche. L'éducation, dit-il, serait sa priorité, avec un financement pour les études supérieures, et le développement de la formation pratique et technique. Mori remporta ce siège.
À Kosrae, où il n'y avait pas de candidat sortant, Alik Alik l'emporta face à son unique adversaire, Fred Skilling.
À Pohnpei, le député sortant Peter Christian fut reconduit sans opposition.
Enfin, à Yap, le sortant Joseph Urusemal conserva son siège, écartant son unique adversaire, Vincent Figir,.

### Sièges des districts

#### Chuuk
Dans le premier district (îles Mortlocks), le sortant Peter Sitan, fut battu par Florencio Harper, qui écarta également le troisième candidat, John Sound.
Dans le deuxième (îles Namoneas du nord), le sortant Roger Mori conserva son siège face à Keiuo William.
Dans le troisième (îles Namoneas du sud) s'alignaient cinq candidats. Le sortant Joe Suka fut battu par Bonsiano Fasy Nethon. Les trois autres candidats étaient Gillian Doon, Charles Rienong et Augustina Takashy.
Dans le quatrième (Faichuk), le sortant Tiwiter Aritos conserva son siège, face à deux adversaires : Arno Kony et Pandinus Suzuki.
Dans le cinquième (Oksoritod), enfin, le sortant Tony Otto conserva également son siège, face aux deux candidats Winiplat Bisaalen et Asterio Takesy.

#### Kosrae
Dans l'unique district recouvrant la totalité de l'État de Kosrae, le sortant Paliknoa Welly fut reconduit sans opposition.

#### Pohnpei
Dans le premier district, le sortant Dohsis Halbert fut réélu face à Ferny Perman.
Dans le second, le sortant le sortant Dion Neth fut battu par Berney Martin ; le troisième candidat était Naiten Phillip.
Et dans le troisième, le sortant Fredrico Primo fut également battu, par son unique adversaire David Panuelo.

#### Yap
Dans le seul district de Yap, le sortant Isaac Figir fut réélu, face à Larry Raigetal,.

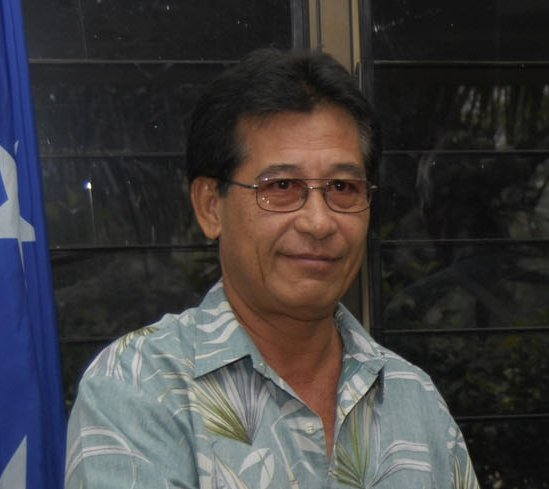
Manny Mori fut réélu Président des États fédérés de Micronésie, sans opposition.

## Référendums
Les amendements constitutionnels sur la durée des mandats législatifs et sur la double nationalité furent rejetés par les citoyens.

## Élection présidentielle
Le 11 mai, le Congrès devait élire deux de ses membres à la présidence et à la vice-présidence. Manny Mori fut réélu Président, avec Alik Alik pour Vice-Président. Seuls les quatre députés représentant les États (plutôt que les districts) peuvent prétendre à ces postes. Ni l'un ni l'autre des deux autres candidats potentiels (Peter Christian ou Joseph Urusemal) ne s'opposa à eux, et leur élection fut donc une pure formalité,.
Les deux hommes démissionnèrent de leurs fonctions de député, précipitant des élections partielles pour leurs sièges. Pour Chuuk, le Gouverneur de l'État, Wesley Simina, fut élu, quittant le poste de Gouverneur pour entrer au Congrès fédéral. Pour Kosrae, l'élu fut Yosiwo George,,.